# Sintonizzatore

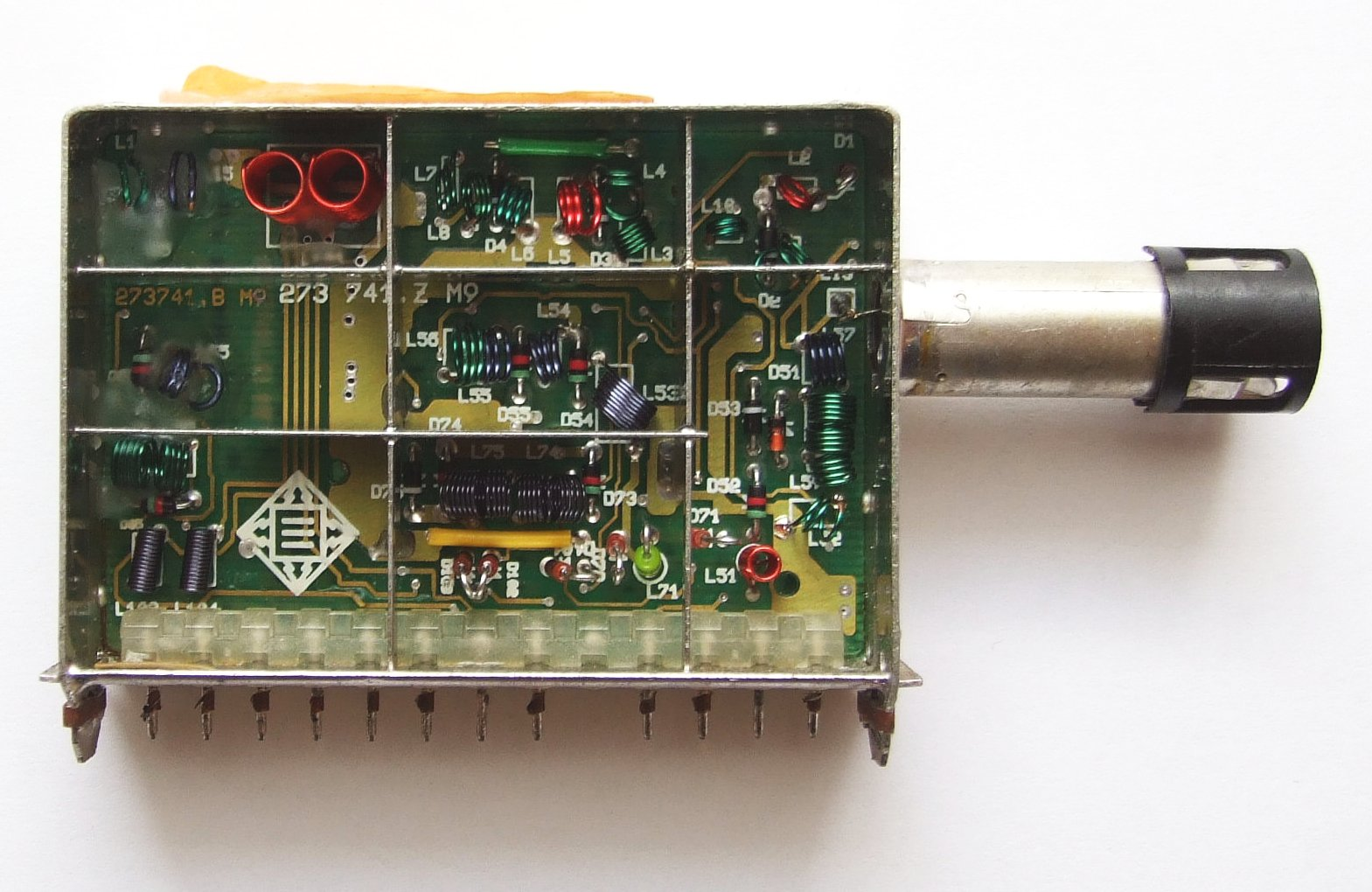
Tuner VHF/UHF di un apparato TV. Il connettore per l'antenna è visibile sulla destra.

Il tuner o sintonizzatore è l'insieme della circuiteria che riceve le trasmissioni in radiofrequenza (RF) - come ad esempio le trasmissioni radio - e converte la frequenza portante selezionata e la sua banda associata in una frequenza fissa, adatta per l'elaborazione successiva; questo perché in genere viene usata per l'output una frequenza minore. Le trasmissioni broadcast FM/AM di solito utilizzano questa frequenza intermedia (intermediate frequency - IF) direttamente su un demodulatore che converte il segnale radio in un segnale in audio-frequenza che viene poi passato ad un amplificatore a sua volta collegato all'altoparlante. Nel caso di trasmissioni più complesse come PAL/NTSC (per la TV analogica), DVB-T/DVB-S/DVB-C (per la TV digitale) si fa ricorso a un'ampiezza di banda maggiore, in genere con diverse sotto-portanti. Queste vengono trasmesse all'interno del ricevitore come frequenza intermedia. Il passo successivo è in genere o quello di elaborare le sotto-portanti come vere e proprie trasmissioni radio o quello di campionare l'intera banda con un convertitore analogico-digitale con un tasso di campionamento maggiore del tasso di Nyquist, cioè almeno il doppio della frequenza intermedia.
Il termine tuner (o sintonizzatore) può anche riferirsi ad un ricevitore radio o ad un componente audio separato che siano parte di un sistema audio collegabile ad un amplificatore separato. Il verbo "sintonizzare" o "sintonizzarsi" (in inglese "to tune"), nei contesti radio, ha il significato di impostare sul ricevitore la frequenza portante desiderata che viene utilizzata da una specifica stazione radio per la trasmissione.